# Ori and the Blind Forest
Ori and the Blind Forest is een computerspel uit 2015 dat ontwikkeld is door Moon Studios en gepubliceerd door Microsoft Studios. 
Het spel kwam initieel uit voor de Xbox One en Windows. Het is een platformspel waarin een bos-beschermgeest zich door een open wereld moet bewegen. Gaandeweg leert de bosgeest Ori steeds meer trucs, waardoor hij meer obstakels kan overwinnen dan daarvoor. 
In 2016 kwam er een uitgebreidere versie van het spel uit, Ori and the Blind Forest: Definitive Edition. Deze versie werd in 2019 uitgebracht op de Nintendo Switch. In 2020 werd een direct vervolg op het spel uitgebracht: Ori and the Will of the Wisps.